# Noferkamin Anu
Noferkamin Anu az ókori egyiptomi VIII. dinasztia egyik uralkodója volt, az első átmeneti kor idején. A torinói királylista legutóbbi olvasata, valamint az abüdoszi királylista alapján dinasztiájának tizenharmadik uralkodója volt. Székhelye Memphisz volt.

## Említései
Noferkamin Anu neve az 52. helyen szerepel az abüdoszi királylistán. A lista Noferkamin elődjeként Noferkaré Pepiszenebet, utódjaként Kakauré Ibit nevezi meg. A torinói királylistán a 4. oszlop 10. sorában említett Noferrel lehet azonos. Uralkodásáról részleteket nem tudni, a torinói papirusz hiányos.

## Neve
Bár az abüdoszi királylistán Szenoferka Anuként szerepel, neve Noferkamin Anu lehetett. Az sz hieroglifa (a Gardiner-lista szerinti O34) tévedésből kerülhetett az R22 (Min isten jele) helyére.

## Fordítás
- Ez a szócikk részben vagy egészben  a   Neferkamin Anu című angol Wikipédia-szócikk ezen változatának fordításán alapul.  Az eredeti cikk szerkesztőit annak laptörténete sorolja fel. Ez a jelzés csupán a megfogalmazás eredetét és a szerzői jogokat jelzi, nem szolgál a cikkben szereplő információk forrásmegjelöléseként.